# Seiji Kawakami
Seiji Kawakami (川上 盛司 Kawakami Seiji?), född 20 juni 1995 i Tochigi prefektur, är en japansk fotbollsspelare.
Kawakami började sin karriär 2017 i Fukushima United FC. Efter Fukushima United FC spelade han för Fujieda MYFC och SC Sagamihara.